# 1989 UT2
1989 UT2 är en asteroid i huvudbältet som upptäcktes den 29 oktober 1989 av de båda japanska astronomerna Tsutomu Hioki och Nobuhiro Kawasato i Okutama.
Den tillhör asteroidgruppen Eunomia.